# František Ventura
Pour les articles homonymes, voir Ventura.
František Ventura, né le 27 octobre 1895 à Hohenmaut et mort le 2 décembre 1969 à Prague, est un cavalier tchécoslovaque de saut d'obstacles.

## Carrière
František Ventura participe aux Jeux olympiques d'été de 1928 à Amsterdam. Il y remporte une médaille d'or en saut d'obstacles individuel avec le cheval Eliot.